# Südafrikanische Fußballnationalmannschaft (U-20-Frauen)
Die südafrikanische U-20-Fußballnationalmannschaft der Frauen repräsentiert Südafrika im internationalen Frauenfußball. Die Nationalmannschaft untersteht der South African Football Association und wird seit Januar 2020 von Jabulile Baloyi trainiert. Der Spitzname der Mannschaft ist Basetsana.
Die Mannschaft tritt beim Afrika-Cup, den Afrikaspielen und (theoretisch) auch bei der U-20-Weltmeisterschaft für Südafrika an. Bislang ist es dem Team jedoch als einzige Fußballmannschaft aus Südafrika nie gelungen, sich für eine WM-Endrunde zu qualifizieren. Der 2. Platz beim Afrika-Cup 2002 und 2004 zählt zu den größten Erfolgen der südafrikanischen U-20-Auswahl. Dabei wäre Südafrika beim Afrika-Cup 2002 eigentlich disqualifiziert worden, weil die für das Halbfinal-Rückspiel in Zentralafrika notwendigen Visa abgelehnt worden waren. Nachdem die Disqualifikation jedoch widerrufen und das Halbfinal-Rückspiel neu angesetzt wurden, zog Zentralafrika seine Mannschaft vom Turnier zurück und Südafrika damit kampflos ins Finale ein.

## Turnierbilanz

### Weltmeisterschaft
| Jahr   | Gastgeber       | Platzierung        |
| ------ | --------------- | ------------------ |
| 2002   | Kanada          | nicht qualifiziert |
| 2004   | Thailand        | nicht qualifiziert |
| 2006   | Russland        | nicht qualifiziert |
| 2008   | Chile           | nicht qualifiziert |
| 2010   | Deutschland     | nicht qualifiziert |
| 2012   | Japan           | nicht qualifiziert |
| 2014   | Kanada          | nicht qualifiziert |
| 2016   | Papua-Neuguinea | nicht qualifiziert |
| 2018   | Frankreich      | nicht qualifiziert |
| 2020 1 | Costa Rica 1    | – 1                |
| 2022   | Costa Rica      | nicht qualifiziert |

### Africa-Cup
| Jahr   | Gastgeber             | Platzierung          |
| ------ | --------------------- | -------------------- |
| 2002   | Hin- und Rückspiele   | Vize-Afrikameister 2 |
| 2004   | Hin- und Rückspiele   | Vize-Afrikameister   |
| 2006   | Hin- und Rückspiele   | Viertelfinale        |
| 2008   | Hin- und Rückspiele   | Halbfinale           |
| 2010   | Hin- und Rückspiele   | Halbfinale 3         |
| 2012   | Hin- und Rückspiele   | Viertelfinale 3      |
| 2014   | Hin- und Rückspiele   | Halbfinale 3         |
| 2015   | Hin- und Rückspiele   | Halbfinale 3         |
| 2018   | Hin- und Rückspiele   | Halbfinale 3         |
| 2020 4 | Hin- und Rückspiele 4 | – 4                  |
| 2022   | Hin- und Rückspiele   | Achtelfinale 3       |

### Afrikaspiele
| Jahr | Gastgeber                    | Platzierung    |
| ---- | ---------------------------- | -------------- |
| 2003 | Nigeria                      | 2. Platz       |
| 2007 | Algerien                     | 2. Platz       |
| 2011 | Mosambik                     | Halbfinale     |
| 2015 | Demokratische Republik Kongo | Gruppenphase 4 |
| 2019 | Marokko                      | Gruppenphase   |